# Hans Grundig
Hans Grundig (Dresde, 19 de febrero de 1901 – Dresde, 11 de septiembre de 1958) fue un pintor alemán y artista gráfico relacionado con el movimiento Nueva Objetividad.
Después de un periodo de formación como decorador de interiores, estudió en 1920–1921 en la Escuela de Artes y Oficios de Dresde. Después estudió en la Academia de Dresde desde 1922–1923. En los años veinte sus pinturas, principalmente retratos de sujetos de clase trabajadora, se vieron influidos por la obra de Otto Dix. Como su amigo Gert Heinrich Wollheim, a menudo se representó a sí mismo en una manera teatral, como en su Autorretrato durante la estación del carnaval (1930). Hizo sus primeros grabados en 1933. 
Políticamente anti-fascista, se unió al Partido Comunista de Alemania en 1926, y fue miembro fundador de ASSO (la Asociación Alemana de Artistas Proletarios y Revolucionarios) en Dresde en 1929. 
Tras la caída de la República de Weimar, Grundig fue declarado un artista degenerado por los nazis, que incluyeron sus obras en la exposición de Arte degenerado en Múnich en 1937. Le fue prohibido practicar su profesión, fue arrestado dos veces - brevemente en 1936, y de nuevo en 1938, después de lo cual fue internado en el campo de concentración de Sachsenhausen desde 1940–1944. 
En 1945 marchó a Moscú, donde acudió a una escuela antifascista. A su regreso a Berlín en 1946, se convirtió en profesor de pintura en la Academia de Bellas Artes de Dresde. En 1957 publicó su autobiografía, Zwischen Karneval und Aschermittwoch («Entre Martes de Carnaval y Miércoles de Ceniza»). Recibió el Premio Heinrich Mann en 1958, el año de su muerte en Berlín.